# Hartblei
Hartblei oder Antimonblei ist die Bezeichnung für eine Gruppe von Blei-Antimon-Legierungen, die im Vergleich zu Blei mechanisch wesentlich belastbarer sind. Der Grund für die Beigaben sind größere Härte bei akzeptabler Sprödigkeit, besseres Gussverhalten (geringere Kontraktion beim Erstarren) und eine bessere Walzbarkeit.

## Aussehen
Hartblei hat im Vergleich zu reinem Blei einen hellen Glanz und bricht insbesondere bei höheren Antimongehalten kristallin. Die Legierungen mit höheren Antimongehalten zeichnen sich auch dadurch aus, dass sie ihr blankes Aussehen an der Luft länger behalten als Weichblei.

## Zusammensetzung
Hartblei enthält in der Regel zwischen 2 % und 13 % Antimon sowie Spuren anderer Metalle, z. B. Kupfer (meist etwa 0,05 %), Arsen (bis 0,15 %), Zinn oder Bismut.
Das Eutektikum von Blei und Antimon liegt nach Raynor bei 252 °C und 11,1 % Antimon. Die Zugabe weiterer Spuren und die Neigung der Schmelzen zur Unterkühlung kann die festgestellte Lage des Eutektikums verschieben, daher existieren in anderen Quellen weitere Angaben in diesem Konzentrationsbereich.

## Anwendung
- Aufzugstechnik: Ausgleich- und Gegengewichte
- bis 2003: Auswuchtgewichte an Rädern
- Formgussteile, unter anderem für Akkumulatoren
- Barren als Rohstoff für weitere Legierungen
- Abflussrohre, Trinkwasserrohre
- Schrot (Sb 2–3,8 % As 1,2–1,7 %)
- Korrosionsschutz
- Munitionsherstellung
- Verkittung von Keramikisolatoren

## Herstellung
Die Legierungen werden am wirtschaftlichsten hergestellt, indem eine Vorlegierung (z. B. PbSb12 mit in etwa eutektischer Zusammensetzung) in Blei aufgeschmolzen wird. Hierzu kann in der Nähe der relativ niedrigen Schmelztemperatur des Bleis gearbeitet werden.
Ebenfalls ist es möglich, das Antimon selbst in der Bleischmelze zu lösen, oder gar Blei in Antimonschmelze zu lösen. Dies erfordert jedoch längere Schmelzzeiten bzw. höhere Temperaturen.

## Verwandte Legierungen
Verwandte Legierungen sind die Letternmetall-Legierungen, die in der Regel einen noch höheren Antimongehalt haben und zusätzlich Zinn enthalten.